# Organloser Körper
Organloser Körper (englisch Body without organs, französisch Corps sans organes) ist ein von Gilles Deleuze in die Philosophie eingeführter Begriff. Er bezeichnet eine psychophysische Realität vor der Ausformung eines organisierten Zusammenspiels von Körperteilen im weitesten Sinn einschließlich von semantischen Partikeln. Er ist also auch auf literarische Corpora anwendbar. Deleuze gebrauchte den Terminus erstmals in Logik des Sinns (1969), als er die Erfahrungen des Dramatikers Antonin Artaud erörterte. Dieser hatte in dem Rundfunkstück Fertig zu sein mit dem Urteil Gottes (1947) geäußert:

„Wenn Du ihn zu einem Körper ohne Organe gemacht haben wirst, wirst Du ihn von allen automatischen Reaktionen befreit und ihn zu seiner wahren Freiheit wiederhergestellt haben.“

Zum Zentralbegriff avancierte der organlose Körper dann in der in Zusammenarbeit mit Félix Guattari entstandenen Schizoanalyse.
Deleuze und Guattari interpretieren den organlosen Körper im Sinne Spinozas
1. als erste und einzige Weltsubstanz, der alles, was immer existiert, immanent ist,
2. die Teilorgane als Modifikationen derselben Substanz, die
3. unter den Aspekten von Ausdehnung, Denken etc. als den Attributen der Substanz aufzufassen sei.[1]

Da es sich bei Deleuze und Guattari um postmoderne Denker handelt, die nicht einem Primat der Identität anhängen, ist nicht wie bei Spinoza die Substanz den Modi übergeordnet. Eher findet eine Gleichordnung statt. Die Modi, also Intensitäten, Schwellen, Gradienten, Sprachmoleküle, Spaltungen etc. bringen in einem gewissen Sinne den organlosen Körper mit hervor, sodass die Autoren gerne auch James Joyce’ Terminus Chaosmos synonym verwenden.
„Deshalb sind die Partialobjekte nicht Ausdruck eines zerstückelten, zerrissenen Organismus, der eine – nun zerstörte Einheit – oder die aus einem Ganzen befreiten Teile überstiege. In letzter Instanz sind die Organobjekte einunddieselbe Sache, eine von der Schizoanalyse als solche begriffene Vielheit. Die Partialobjekte bilden die unmittelbaren Kräfte des organlosen Körpers, und der organlose Körper die reine Materie der Partialobjekte. Der organlose Körper ist die Materie, die immer unter diesem oder jenem Intensitätsgrad den Raum erfüllt, und die Partialobjekte machen diese Grade aus,  diese intensiven Teile, die ausgehend von der Materie als Nullintensität das Reale im Raum hervorbringen.“
Da es viele Arten von Intensitätsaggregaten gibt, kann man von vielen organlosen Körpern, Tausend Plateaus, sprechen. Dem des Masochisten hat Deleuze eine eigene Studie gewidmet. Auch Elfriede Jelineks Protagonistin des Romans Die Klavierspielerin sehnt sich nach einem organlosen Körper.